# Triplectides ciuskus
Triplectides ciuskus är en nattsländeart som beskrevs av Mosely in Mosely och Douglas E. Kimmins 1953. Triplectides ciuskus ingår i släktet Triplectides och familjen långhornssländor. Utöver nominatformen finns också underarten T. c. seductus.